# Festivali i Këngës 2005
La quarantaquattresima edizione del Festivali i Këngës si è tenuta presso il palazzo dei Congressi di Tirana dal 16 al 18 dicembre 2005 e ha selezionato il rappresentante dell'Albania all'Eurovision Song Contest 2006.
Il vincitore è stato Luiz Ejlli con Zjarr e ftohtë.

## Organizzazione
L'evento è stato organizzato come le edizioni precedenti dall'emittente albanese Radio Televizioni Shqiptar (RTSH).
Le tre serate sono state presentate da Soni Malaj e Drini Zeqo.
Come avvenuto dal 2004 il festival ha selezionato il rappresentante dell'Albania all'Eurovision Song Contest 2006, ospitato dalla capitale greca, Atene.

### Format
Il festival si è articolato in tre serate: due semifinali (16 e 17 dicembre), da cui si sono qualificati rispettivamente 8 e 12 partecipanti, e una finale (18 dicembre).

## Partecipanti
| Artista                       | Brano                      | Musica (m) e testo (t)                             |
| ----------------------------- | -------------------------- | -------------------------------------------------- |
| Agim Poshka                   | Nostalgji                  | Agim Poshka (m) e Jorgo Papingji (t)               |
| Albërie Hadergjonaj           | Ah, sikur kjo jetë         | Luan Zhegu (m) e Zhuljana Jorganxhi (t)            |
| Anjeza Shahini                | Pse ndal                   | Anjeza Shahini (m) e Dhurata Mushiqi (t)           |
| Armando Bimi                  | Mall                       | Armando Bimi (m) e Artur Bimi (t)                  |
| Aurel Thëllimi                | Dhe kur kujtesa            | Erion Sheme (m) e Ismail Kadare (t)                |
| Besart Halimi                 | Loja dashuri               | Florent Boshnjaku (m) e Beka (t)                   |
| Denisa Macaj & Entela Zhula   | Kur zemra prek një dashuri | Petrit Terkuci (m) e Jorgo Papingji (t)            |
| Edona Llalloshi               | Vetem një puthje           | Xhevdet Gashi (m) e Arsom Bunjaku (t)              |
| Era Rusi                      | Nuk je ëndërr              | Edmond Zhulali (m) e Agim Doçi (t)                 |
| Eri                           | Dumbade                    | Eri (m/t)                                          |
| Erinda Dhima                  | Për ju                     | Arsen Nasi, Bledar Skenderi (m) e Laert Vasili (t) |
| Ermiona Lekbello              | Gjysëm ëndërr je o grua    | Gazmend Mullahi (m) e Zhuljana Jorganxhi (t)       |
| Erti Hizmo & Flaka Krelani    | Për ty                     | Alfred Kaçinari (m) e Marjan Gashi (t)             |
| Etmond Mancaku                | Ish dashuri dhe jo mëkat   | Etmond Mancaku (m) e Genc Ymeraj (t)               |
| Evis Mula                     | E dua këngën               | Luan Zhegu, Osman Mula (m) e Jorgo Papingji (t)    |
| Guximtar Rushani              | Lotë dashurie              | Menderez Lumani (m/t)                              |
| Ingrid Jushi                  | Po dhe jo                  | Jetmir Mehmeti (m) e Agim Doçi (t)                 |
| Joe Artid Fejzo               | Zhurma e heshtjes          | Joe Artid Fejzo (m/t) e Sava Lena (t)              |
| Julian Lekoçaj                | Niki                       | Julian Lekoçaj (m/t)                               |
| Kozma Dushi                   | Se nuk plaken ëndrrat      | Vladimir Kotani (m) e Jorgo Papingji (t)           |
| Kujtim Prodani                | Theva kokën si pa dashur   | Kujtim Prodani (m) e Arben Duka (t)                |
| Luiz Ejlli                    | Zjarr e ftohtë             | Klodian Qafoku (m), Dr. Flori (t)                  |
| Manjola Nallbani              | S'mjafton një jetë         | Edmond Zhulali (m) e Arben Duka (t)                |
| Mariza Ikonomi & Erion Korini | Edhe fati qan              | Kristi (m/t)                                       |
| Marsida Saraçi                | Do të doja                 | Shpetim Saraçi (m) e Jorgo Papingji (t)            |
| Mateus Frroku                 | Tu ëngjëll unë Promethe    | Shpetim Saraçi (m) e Sokol Marsi (t)               |
| Miriam Cani                   | Shko                       | Alfred Kaçinari (m) e Armand Trebicka (t)          |
| Pandora                       | Pritja                     | Gjergj Jorgaqi (m/t) e Gramoz Kozeli (m)           |
| Rudi                          | Qyteti im                  | Rudi (m/t)                                         |
| Sajmir Çili                   | Hipokrizi                  | Sajmir Çili (m) e Suela Kalaja (t)                 |
| Sfinks                        | Heshtje                    | Mirger Tusha (m/t)                                 |
| Sonila Mara                   | Vjeshtë me ty              | Sonila Mara (m/t)                                  |
| Tonin Marku                   | Syte e dashurisë           | Tonin Marku (m) e Sokol Marsi (t)                  |
| Yllka Kuqi                    | Të gjeta                   | Astrit Pallaska (m) e Jorgo Papingji (t)           |

## Semifinali
| #  | Artista                    | Brano                    |
| -- | -------------------------- | ------------------------ |
| 1  | Besart Halimi              | Loja dashuri             |
| 2  | Sfinks                     | Heshtje                  |
| 3  | Rudi                       | Qyteti im                |
| 4  | Etmond Mancaku             | Ish dashuri dhe jo mëkat |
| 5  | Aurel Thëllimi             | Dhe kur kujtesa          |
| 6  | Julian Lekoçaj             | Niki                     |
| 7  | Erinda Dhima               | Për ju                   |
| 8  | Edona Llalloshi            | Vetëm një puthje         |
| 9  | Tonin Marku                | Sytë e dashurisë         |
| 10 | Agim Poshka                | Nostalgji                |
| 11 | Evis Mula                  | Ku t'a gjej unë këngën   |
| 12 | Mateus Frroku              | Ti ëngjëll, unë prometë  |
| 13 | Era Rusi                   | Nuk je ëndërr            |
| 14 | Ermiona Lekbello           | Gjysëm ëndërr je o grua  |
| 15 | Erti Hizmo & Flaka Krelani | Për ty                   |
| 16 | Joe Artid Fejzo            | Zhurma e heshtjës        |
| 17 | Kozma Dushi                | Nuk plaken ëndrrat       |

| #  | Artista                       | Brano                      |
| -- | ----------------------------- | -------------------------- |
| 1  | Eri                           | Dumbade                    |
| 2  | Sonida Mara                   | Vjeshtë me ty              |
| 3  | Armando Dimi                  | Mall                       |
| 4  | Guximtar Rushani              | Lotë dashurie              |
| 5  | Yllka Kuqi                    | Të gjeta                   |
| 6  | Pandora                       | Pritja                     |
| 7  | Denisa Macaj & Entela Zhula   | Kur zemra prek një dashuri |
| 8  | Sajmir Çili                   | Hipokrizi                  |
| 9  | Luiz Ejlli                    | Zjarr e ftohtë             |
| 10 | Ingrid Jushi                  | Po dhe jo                  |
| 11 | Kujtim Prodani                | Theva kokën si pa dashur   |
| 12 | Albërie Hadërgjonaj           | Ah sikur kjo jetë          |
| 13 | Manjola Nallbani              | S'mjafton një jetë         |
| 14 | Marsida Saraçi                | Do të doja                 |
| 15 | Anjeza Shahini                | Pse ndal                   |
| 16 | Miriam Cani                   | Shko                       |
| 17 | Mariza Ikonomi & Erion Korini | Edhe fati qan              |

## Finale
| #  | Artista                       | Brano                      | Posizione |
| -- | ----------------------------- | -------------------------- | --------- |
| 1  | Kujtim Prodani                | Theva kokën si pa dashur   | -         |
| 2  | Manjola Nallbani              | S'mjafton një jetë         | -         |
| 3  | Edona Llalloshi               | Vetem një puthje           | -         |
| 4  | Eri                           | Dumbade                    | -         |
| 5  | Marsida Saraçi                | Do të doja                 | -         |
| 6  | Mateus Frroku                 | Tu ëngjëll unë Promethe    | -         |
| 7  | Mariza Ikonomi & Erion Korini | Edhe fati qan              | -         |
| 8  | Kozma Dushi                   | Se nuk plaken ëndrrat      | -         |
| 9  | Denisa Macaj & Entela Zhula   | Kur zemra prek një dashuri | -         |
| 10 | Sonila Mara                   | Vjeshtë me ty              | -         |
| 11 | Anjeza Shahini                | Pse ndal                   | -         |
| 12 | Albërie Hadergjonaj           | Ah, sikur kjo jetë         | -         |
| 13 | Sajmir Çili                   | Hipokrizi                  | -         |
| 14 | Evis Mula                     | E dua këngën               | 3°        |
| 15 | Luiz Ejlli                    | Zjarr e ftohtë             | 1°        |
| 16 | Erti Hizmo & Flaka Krelani    | Për ty                     | -         |
| 17 | Miriam Cani                   | Shko                       | -         |
| 18 | Era Rusi                      | Nuk je ëndërr              | 2°        |
| 19 | Agim Poshka                   | Nostalgji                  | -         |
| 20 | Erinda Dhima                  | Për ju                     | -         |

## All'Eurovision Song Contest
L'Albania si è esibita 6ª nella semifinale, classificandosi 14ª con 58 punti, senza riuscire a qualificarsi per la finale.

### Voto

#### Punti assegnati all'Albania
| 12                     | 10         | 8                               | 7                               | 6                    |
| ---------------------- | ---------- | ------------------------------- | ------------------------------- | -------------------- |
| - Macedonia            | - Svizzera |                                 | - Croazia - Grecia              |                      |
| 5                      | 4          | 3                               | 2                               | 1                    |
| - Bosnia ed Erzegovina |            | - Germania - Norvegia - Turchia | - Russia - Svezia - Regno Unito | - Armenia - Slovenia |

#### Punti assegnati dall'Albania
| Punti | Paese                |
| ----- | -------------------- |
| 12    | Macedonia            |
| 10    | Bosnia ed Erzegovina |
| 8     | Bulgaria             |
| 7     | Slovenia             |
| 6     | Turchia              |
| 5     | Svezia               |
| 4     | Cipro                |
| 3     | Armenia              |
| 2     | Paesi Bassi          |
| 1     | Irlanda              |

| Punti | Paese                |
| ----- | -------------------- |
| 12    | Bosnia ed Erzegovina |
| 10    | Svezia               |
| 8     | Grecia               |
| 7     | Turchia              |
| 6     | Spagna               |
| 5     | Germania             |
| 4     | Russia               |
| 3     | Macedonia            |
| 2     | Romania              |
| 1     | Malta                |